# IC 1284
IC 1284 (également connue sous le nom de Sh2-37 et RCW 153) est une nébuleuse en émission visible dans la constellation du Sagittaire.
Elle est située dans la partie nord-ouest de la constellation, le long du plan de la Voie lactée. Il s'étend pendant environ 20 minutes d'arc dans une zone de ciel fortement obscurcie par de denses nuages de poussière. La période la plus propice à son observation dans le ciel du soir se situe entre juin et novembre. Étant dans des déclinaisons modérément méridionales, son observation est facilitée par l'hémisphère sud.
Il s'agit d'une région H II petite mais brillante, dont la lumière passe à travers une fissure laissée libre par les vastes densités nébuleuses du nuage LDN 291. Elle se trouve sur le bras du Sagittaire à une distance d'environ 1 700 pc (∼5 540 al) et est physiquement lié à l'association OB Sagittaire OB7 et en particulier aux jeunes étoiles HD 167722, HD 167815 et HD 313098, respectivement de classes spectrales B5, B2 et B5. IC 1284 héberge des phénomènes intenses de formation d'étoiles. À l'intérieur se trouvent quatre sources de rayonnement infrarouge observées par IRAS, parmi lesquelles se distingue IRAS 18134-1942, associé à un maser à émission H2O. Dans le nuage, il y a aussi quelques sources d'ondes radio, parmi lesquelles W34, ainsi qu'un maser avec des émissions OH.[6]
À une courte distance d'IC 1284 se trouvent deux nébuleuses par réflexion, cataloguées comme vdB 118 et vdB 119. Cette dernière en particulier est associée à un petit amas ouvert constitué de quelques jeunes étoiles de classe spectrale moyenne autour de B3-B4 et d'un âge d'environ 3,7 ± 0,2 millions d'années, toutes enfermées dans un diamètre de 2 '. L'amas est situé sur l'axe de visée d'un groupe d'étoiles rouges, situé pourtant au renflement galactique et donc beaucoup plus éloigné. Bien que le cluster soit considéré comme faisant partie de l'association Sagittaire OB7, une étude de 2005 lui a fourni une valeur de distance de seulement 600 parsecs, le plaçant ainsi au premier plan.